# Желев, Иван
Иван Желев Димитров или обычно Иван Желев (9 сентября 1944, Хасково) — старший преподаватель, профессор Священного Писания Нового Завета Богословского факультета Софийского университета (до 1991 г. — Духовная академия).

## Биография
Окончил Факультет классических филологий Софийского университета.
В 1972—1975 годы — специализировался на Богословском факультете Афинского университета. Далее — в Восточно-церковном институте в Регенсбурге, Германия, и Амстердамском университете, Нидерланды.
В 1984—1987 годы — начальник кабинета патриарха Болгарского Максима.
В 1996 года занял должность в Библейской библиотеке Богословского факультета Софийского университета.
Профессор Иван Желев был заместителем ректора Софийского университета, деканом Богословского факультета Софийского университета (2000—2003 гг.), редактором журнала «Духовная культура» и газеты «Церковный вестник», а также директором Дирекции «Вероисповедания» при болгарском Правительстве (2002—2007 гг.).
Награждён титулом «архонт» Вселенской патриархией в 1990 г. и степенью Doctor Honoris Causa Афинского университета в 2008 г.
Агент и секретный сотрудник І (ПГУ, разведка, с 1973 г.) и VІ (идеологическoe) управлений болгарского Комитета государственной безопасности, кличка «Ангелов».

## Труды
1. Открити ръкописи в Синай. — ДК 10/1978, 24-27. (ISSN 03241373)
2. Свети Василий Велики като тълкувател. — ДК 1/1984, 3-12. (ISSN 03241373)
3. Смисъл и значение на християнската вяра (етимология, новозаветна екзегеза и богословски анализ). — ДК 4/1984, 15-22. (ISSN 03241373)
4. Господ Иисус Христос — единственн новозаветен Пастиреначалник и Първосвещеник (екзегетическо изследване). — ГДА 30 (1980/1981), С., 1986, 165—198.
5. Новозаветното учение за Бога — един по същество и троичен по лица. — ДК 6/1986, 9-17. (ISSN 03241373)
6. Гръцка ръкописна служба на мъченик Лазар Български от XIX век. — Във: Актове на Втори конгрес по българистика. С., 1986.
7. Животописни сведения за св. Кирил и Методий и техните ученици, почерпени от техните гръцки служби (12-XVIII век). — Във: Известия на ЦИАИ, т. 4. С., 1987.
8. Таинството свещенство според Новия Завет (екзегетическо изследване). — ДК 1/1987, с. 27-31. (ISSN 03241373)
9. Нов ценен богословски труд (рецензия на книгата: Никополски митрополит Мелетий. Петият вселенски събор — въведение, протоколи, коментари. Атина, 1985, с. 663, на гръцки език). — ДК 7/1987, с. 31-32. (ISSN 03241373)
10. Нов поглед към Атонските манастири и старобългарската книжнина, съхранявана там. Рецензия на: Константинос Нихоритис. Атонската книжовна традиция в разпространението на кирило-методиевските извори. Кирилометодиевски студии. Кн. 7. С., 1990. 276 с. — сп. Palaeobulgarica/Старобългаристика, ХVІ (1992), 1, с. 114—117.
11. Варненски и Преславски митрополит Симеон като член на Светия Синод. — Във: Митрополит Симеон Варненски и Преславски — духовник и народен будител. Шумен, 1992, с. 40-46. (ISBN 81-09 (ошибоч.) )
12. Първосвещеническата молитва на Господ Иисус Христос (екзегетическо изследване на Йоан 17 гл.). — ГСУ 2 (н. с.), С., 1995, 87-183.
13. Да живеем в братска общност (тълкувание на Mат. 18:15-20). — ДК 3/1995, с. 10-14. (ISSN 03241373)
14. Сава Доброплодни и новозаветното тълкуване. — ДК 6/1995, с. 11-17. (ISSN 03241373)
15. История на новозаветното тълкуване. Тълкуване на евангелията през 3-11 век. — ДК 8/1995, с. 1-16. (ISSN 03241373)
16. Зографските монаси през последните десетилетия. — Във: Светогорска обител Зограф, І. София, 1995, с. 59-64.
17. Научна рецензия на книгата: Мъдростта на Библията. Сеинтенции. Кой кой е. Крилати думи и изрази. Съставител Добринка Н. Христова. С., 1997. (ISBN 954-8907-09-7)
18. Книгата на книгите. — Във: Мъдростта на Библията. Сеинтенции. Кой кой е. Крилати думи и изрази. Съставител Добринка Н. Христова. С., 1997, с. 139—144. (ISBN 954-8907-09-7)
19. Служба на свети Лазар Български. — ДК 4/1998, с. 1-18. (ISSN 03241373)
20. Поклонение и поклонничество (историко-екзегетическо изследване). — ДК 5/1998, с. 15-27. (ISSN 03241373)
21. Преводи на Новия Завет на български език. — ДК 1/1999, с. 3-9. (ISSN 03241373)
22. Четири гръцки документа от архива на Методий Кусев. — ДК 2/1999, с. 9-16. (ISSN 03241373)
23. Св. Василий Велики и християнската култура. — Във: Св. Василий Велики. Шестоднев и други беседи. Изд. Народна култура. С., 1999, с. 3-15. (ISBN 954-04-0145-3)
24. Редактиране на превода и коментарни бележки към беседите. — Във: Св. Василий Велики. Шестоднев и други беседи. Изд. Народна култура. С., 1999, с. 177—207. (ISBN 954-04-0145-3)
25. Св. Василий Велики и неговите беседи. — ДК 1/2000, с. 7-13. (ISSN 03241373)
26. Емил Трайчев и Павел Павлов. Тайната на богопознанието (Увод в семантиката и методологията на богословието в светлината на православната традиция). С., 1999, 160 стр. — Рецензия в: ДК 1/2000, с. 28-29. (ISSN 03241373)
27. Профессор Н. Н. Глубоковски и новозаветното богословие в България. — ДК 4/2000, с. 3-8. (ISSN 03241373)
28. Катедрата по Свещено Писание на Новия Завет (от създаването й до наши дни). — ДК 5/2000, 1-8. (ISSN 03241373)
29. Халкинската богословска школа и българите в нея. — Във: Юбилеен сборник Митрополит Григорий Доростолски и Червенски. 100 години от блажената му кончина. Велико Търново, 2001, с. 37-44. (ISBN 954-775-012-7)
30. Поклонничество на прага на времето. — Във: сборник Прагът на времето. Плевен, 2001, с. 30-39.
31. Християнското поклонничество — теория и практика. — ДК 3/2001, с. 1-11. (ISSN 03241373)
32. Новозаветни апокрифи. — ДК 8/2001, с. 1-8. (ISSN 03241373)
33. Български църковни общини зад граница. — Във: сб. Българистика 2001. Доклади от международната работна среща, София, 21-22 септември 2001 г., с. 45-52. (ISBN 954-8854-09-0)
34. Профессор Николай Никанорович Глубоковски — основател на новозаветното богословие в България. — Във: сб. Бялата емиграция в България. ИК Гутенберг. С., 2001, с. 366—371. (ISBN 954-9943-20-8)
35. Ръкописи и старопечатни книги на български и други езици от сбирката на патриарх Кирил в библиотеката на Богословския факултет при Софийския университет «Св. Климент Охридски» и във фонда на Църковноисторическия и архивен институт при Българската патриаршия (съавторство с Митко Лачев). — Във: Сборник в чест на Кирил Патриарх Български по случай 100 години от рождението и 30 години от неговата смърт. Пловдив 2001, с. 113—121.
36. Филокалия — Добротолюбие. — ДК 11/2001, с. 10-13. (ISSN 03241373)
37. Образ — икона. Функция на понятието в Новия Завет. — ДК 1/2002, с. 3-8. (ISSN 03241373)
38. Разпространението на Христовото благовестие. Дейността на св. апостол Павел в нейния исторически контекст (Тълкувателен обзор на Деян. 9, 11 и 13-28 гл.). С., 2003. (ISBN 954-488-074-7)
39. Редактиране на книгата: Свети Йоан Златоуст. Избрани беседи върху Евангелието според Йоан. С., 2003. (ISBN 954-9700-31-3)
40. Старозагорският митрополит Панкратий в междуправославните отношения. — Във: Достойно изпълнен църковен и граждански дълг. Сборник в памет на покойния Старозагорски митрополит Панкратий. Стара Загора, 2003, с. 148—153 (ISBN 954-90884-6-4)
41. Проблеми и практики във връзка с приложението на Закона за вероизповеданията. — Във: Вероизповедания и закон. Мониторинг на религиозните свободи в Република България. С., 2004, с. 190—200. (ISBN 954-91156-5-8)
42. Апокрифът «Молитва на апостол Павел» от Наг Хаммади. — Във: сб. Богословски размисли. С., 2005, с. 45-55. (ISBN 954-8329-67-0)
43. Православните богословски школи — общение и свидетелство. — Във: Православието и светът днес (Шести конгрес на висшите православни богословски школи. София, 5-10.10.2004 г.). С., 2006, с. 215—221 (editio bilingua; английски превод на текста на с. 222—227). (ISBN 954-07-2337-X)
44. Преводите на Библията на съвременен български език. — Във: Библията в България. Научни конференции ‘2007. Сборник доклади. С., 2007, с. 86-97. (ISBN 978-954-8968-43-0)
45. Глубоковски «под черта». — Във: В памет на проф. Николай Никанорович Глубоковски (1863—1937). С., 2008, с. 111—117. (ISBN 978-954-8329-97-2)
46. Priestertum und Dienstamt (Ein Blick auf das Lima-Papier). — Das Priestertum in der Einen Kirche. Aschaffenburg 1985, S. 229—235.
47. Athos — Bulgarien — Russland (Wechselbeziehungen in den Jahrhunderten). — Tausend Jahre zwischen Wolga und Rhein. Muenchen 1988, S. 176—184.
48. Ueber einige Fragen der griechischen Akolouthien der heiligen Kyrill und Method (Lebensbeschreibende Angaben aus den griechischen Akolouthien). — Symposium Methodianum. Muenchen 1988, S. 415—420.
49. Christian Mission Today in a Socialist Country of Yesterday. Impressions from Bulgaria. — International Review of Mission. Geneva, vol. 317 (July-September 1991), p. 421—425. (ISSN 00208582)
50. Oases of Spiritual Life and Witness. The Missionary Work of the Monasteries in Bulgaria. — You Shall Be My Witnesses. Mission Stories from the Eastern and Oriental Orthodox Churches. Katerini 1993, p. 61-65. (ISBN 960-7297-58-X)
51. Die Bibelwissenschaft als Disziplin der Orthodoxen Theologie im Kontext der deutschen Universitaet.- In: Orthodoxes Forum. Zeitschrift des Instituts fuer Orthodoxe Theologie der Universitaet Muenchen. 10. Jahrgang, 1996, Heft 1., SS. 7-13. (ISSN 09338586)
52. Bulgarische Uebersetzungen des Neuen Testaments in den letzten zwei Jahrhunderten.- In: EPITOAUTO. Studies in honour of Petr Pokorny on his sixty-fifth birthday, Praha 1998, SS. 88-95. (ISBN 80-902296-0-3)
53. Die Kirche als «Haus Gottes» und «Leib Christi» in den paulinischen Schriften.- In: Orthodoxes Forum. Zeitschrift des Instituts fuer Orthodoxe Theologie der Universitaet Muenchen. 13. Jahrgang, 1999, Heft 2., SS.163-169.
54. The Orthodox Church in Bulgaria Today.- Greek Orthodox Theological Review. Vol. 45, Nos 1-4, 2000, p. 491—511. (ISSN 00173894)
55. Das Sakrament des Priestertums nach dem Neuen Testament (exegetische Untersuchung). — Herrnhut. Theologische Gespraeche mit der Bulgarischen Orthodoxen Kirche. Studienheft 26. Hermannsburg 2001, S. 250—259. (ISBN 3-87546-152-5)
56. Moderne Bibeluebersetzungen in den Laendern des «Neuen Europa». In: Orthodoxe Theologie zwischen Ost und West. Festschrift fuer Prof. Theodor Nikolaou. Frankfurt a. M. 2002, S. 143—153.
57. La chiesa ortodossa nella societa bulgara contemporanea.- In: L’Ortodossi nella nuova Europa. Dinamiche storiche e prospettive. Torino 2003, p. 285—302. (ISBN 88-7860-177-2)
58. Die Bulgarische Orthodoxe Kirche im europaeischen Kontext.- In: Philia. Eine Zeitschrift fuer Europa. I—II. Frankfurt am Main 2003, S. 162—168.
59. Invatamantul teologic in Bulgaria.- In: Anuarul Facultatii de Teologie Ortodoxa — Universitatea din Bucuresti. Bucuresti 2004, p. 297—305. (ISBN 973-575-992-6)
60. The Legal Settlement of the Relations between the State and Religions in Bulgaria Today. — In: The Balkans As Reality. Religious Culture, National Security and Ethnic Peace on the Balkans. Sofia 2004, p. 14-19. (ISBN 954-91351-3-6)
61. Noua lege a cultelor din Bulgaria si Biserica orthodoxa bulgara.- In: Omagiu profesorului Nicolae V. Dura la 60 de ani. Bucuresti, 2006, p. 1236—1238. (ISBN 973-87251-8-6)
62. The Schools for Orthodox Theology — Fellowship and Witness. — In: Orthodoxy and the World Today (Sixth Congress of the Higher Orthodox Schools of Theology, Sofia, 5-10.10.2004).(editio bilingua) Sofia, 2006, с. 222—227 (български текст на статията на с. 215—221). (ISBN 954-07-2337-X)
63. Die Orthodoxe Kirche im demokratischen Staat — Laenderfallstudie Bulgarien.- In: Christen in Europa. Orthodoxes Christentum — ein unterschaetzter Faktor in Europa. epd-Dokumentation 4/2007, S. 13-18. (ISSN 16195809)
64. Bulgarian Christianity. — In: The Blackwell Companion to Eastern Christianity. Edited by Ken Parry. Malden MA, USA 2007, p. 47-72. (ISBN 978-0-631-23423-4)
65. Legal Settlement of the Relations between the State and Religions in Bulgaria Today. — In: Legal Aspects of Religious Freedom. International Conference, 15-18 September 2008. Ljubljana 2008, p. 305—309.